# Скотарська миза

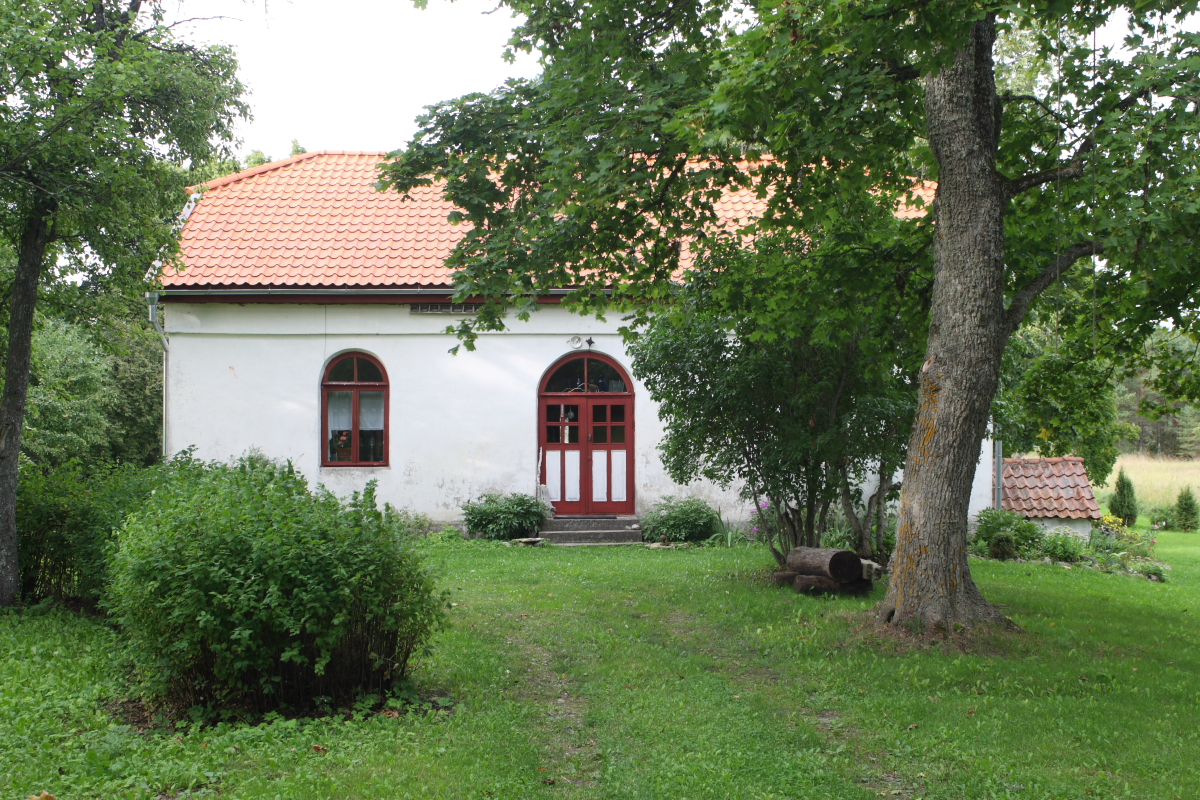
Скотарська миза Пухта, Естонія

Скотарська миза (нім. Hoflage, ест. karjamõis) — миза, яка являла собою розташований недалеко від головної ( лицарської) мизи комплекс будівель і споруд, де жила частина працівників мизників і містилася частина мизної худоби чи містилося якесь виробництво.
У правовому відношенні скотарська миза не була самостійною  господарської одиницею.
Як правило, в порівнянні з головною мизою скотарські мизи мали більш економно побудовані будівлі, і на них були відсутні особняки. Іноді вони не були постійними, і було досить відносним вважати будинки і їх скупчення, розташовані обабіч від центру головної мизи, скотарською мизою, а які — ні. На відміну від  побічної мизи скотарські миза не мала статусу  лицарської, тому не давала своєму власникові додаткових економічних та суспільних прав і привілеїв.
На території сучасної  Естонії в 1910 році налічувалося близько 500—700 скотарських миз (тому що такі мизи не були постійною і певною  юридичною особою, їх точнуу кількість підрахувати неможливо).